# الحازمي (بيشة)
الحازمي؛ إحدى مراكز محافظة بيشة. تقع في جنوب غرب المحافظة على مسافة 30 كيلاً، ويقطنها 12855 نسمة. وبها من الدوائر الحكومية: دفاع مدني، بلدية، شرطة.

## نبذة موجزة
الحازمي مركز إداري وقرية صغيرة تأسست عام 1376 هـ ، ويقع غرب محافظة بيشة على بعد 25 كم. يحده من الشمال مركزي الثنية وتبالة، ومن الجنوب البهيم وصمخ.
ويصنف مركز الحازمي من بين المراكز بفئة (أ)، ويعتبر من أكبر المراكز، ويزيد عدد القرى فيه عن (60) قرية.
وترتفع أرض الحازمي عن مركز البحر قرابة (1210) متر، ويخترقها وادي ترج من جهة الغرب إلى الشرق، ويعد الوادي أكبر ظاهرة طبغرافية في المنطقة، وعلى ضفافه تتوزع معظم القرى التابعة للمركز.

## وصلات خارجية
- بلدية الحازمي في بيشة تطلق برنامج «سياحة وثقافة»